# Iveco S-eWay
Der S-eWay ist ein batterieelektrisches Lkw-Modell des italienischen Nutzfahrzeugherstellers Iveco, das seit 2024 auf dem Markt ist. Neben der vollelektrischen Variante gibt es eine Ausführung als Brennstoffzellen-Elektrofahrzeug (FCEV).

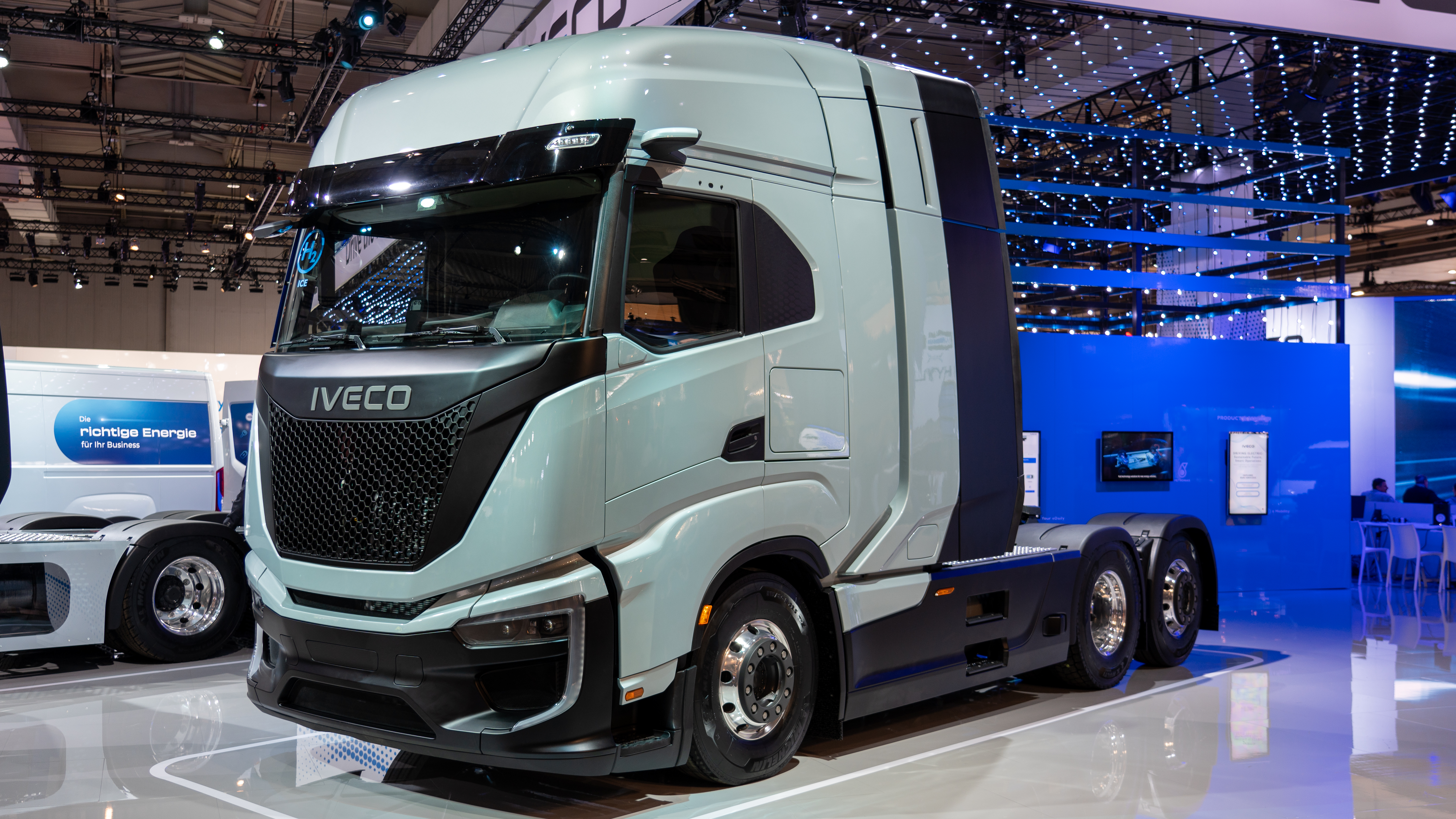
Iveco S-eWay-Brennstoffzellen-Elektrofahrzeug

Angetrieben wird der S-eWay mit einer E-Achse. Sie hat zwei Elektromotoren, die 480 kW (400 kW FCEV) Dauerleistung bzw. 840 kW Spitzenleistung liefern. Die E-Achse ist auf eine Haltbarkeit von bis zu 1,2 Millionen km ausgelegt.
Die Batterie hat je nach Ausführung nutzbare 350 kWh bis 630 kWh (738 kWh brutto).
Das Spitzenradmoment liegt bei 45.000 Nm.
Geladen wird ausschließlich über Gleichstrom. Die Ladeleistung über CCS beträgt maximal 350 kW.
Die FCEV-Ausführung hat ein Batteriesystem mit 164 kWh und zwei 100 kW Brennstoffzellenmodule.